# رحمت‌آباد کتکی
رحمت‌آباد کتکی، روستایی در دهستان چاه حسن بخش چاه حسن شهرستان جازموریان در استان کرمان ایران است.

## جمعیت
بر پایه سرشماری عمومی نفوس و مسکن در سال ۱۳۹۵، جمعیت این روستا برابر با ۳۷۷ نفر (۹۶ خانوار) بوده است.